# Eastland (Schiff)
Die Eastland war ein amerikanisches, in Chicago beheimatetes Passagierschiff der Michigan Steamship Company. Gebaut bei Jenks Shipbuilding Company in Port Huron (Michigan) diente es hauptsächlich zu Ausflugsfahrten. Die Eastland war 265 Fuß (ca. 81 m) lang, ca. 12 m breit.
Am 6. Mai 1903 wurde das Schiff auf den Namen Eastland getauft. Die Taufpatin war Mrs. David Reid aus South Haven (Michigan); sie erhielt dafür 10 US-Dollar und eine Jahreskarte für die Ausflugsfahrten des Schiffes.

## Ein Konstruktionsfehler und seine Folgen
Die Eastland zeigte schon früh erste Probleme mit der Stabilität, da sie aufgrund ihrer hohen Aufbauten einen verhältnismäßig hohen Schwerpunkt hatte (Topplastigkeit). Das Problem verschärfte sich zusätzlich, wenn Passagiere und Mannschaft sich an Deck aufhielten. So führte dies schon auf den ersten Fahrten im Juli 1903 fast in eine Katastrophe: Die Überfüllung des Decks destabilisierte das Schiff so sehr, dass Wasser an einer der Laufplanken hineinströmte, die seitlich des Schiffes angebracht waren. Die Situation konnte damals schnell unter Kontrolle gebracht werden, jedoch folgten weitere Vorkommnisse. Nur einen Monat später wurde das Achterschiff beschädigt, als sie beim Zurücksetzen ein anderes Schiff rammte. Im Jahr 1906 folgte erneut ein starkes Krängen des Schiffes.
1915 hatte die Eastland wie viele andere Schiffe ihrer Zeit auch eine Aufrüstung mit Rettungsbooten erhalten. Diese waren als Konsequenz des Untergangs der Titanic mit dem neuen Federal Seaman's Act von 1915 in den USA zur Pflicht geworden. Ausgerechnet diese Maßnahme zum Schutz der Besatzungen und vor allem der Passagiere verschlimmerte jedoch die Probleme mit der Stabilität des Schiffes. Die oben am Schiff angebrachten Rettungsboote brachten zusätzliches Gewicht und verlagerten den Schwerpunkt noch weiter nach oben. Die Destabilisierung des Schiffes hatte zuvor schon so kritische Ausmaße angenommen, dass für die Fahrten eine Limitierung der Passagierzahl nötig wurde, um nicht weitere Probleme zu schaffen.

## Der Untergang

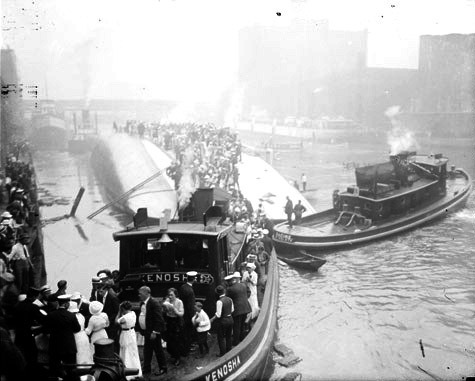
Passagiere werden gerettet

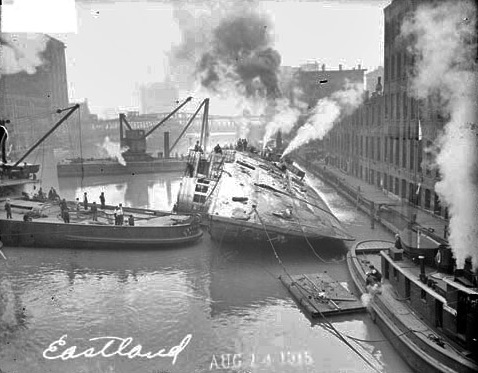
Die Eastland, gekentert an der Pier

Am 24. Juli 1915 war die Eastland zusammen mit zwei weiteren Ausflugsdampfern der Großen Seen, der Theodore Roosevelt und der Petoskey, auf Ausflugsfahrt für die Western Electric Company's Hawthorne Works aus Cicero. Die Angestellten und Arbeiter des Unternehmens fuhren zu einem Picknick in Michigan City, einem Großereignis für die Belegschaft, die sonst häufig nicht einmal einen Urlaub hatte.
Das Anbordgehen begann um 6:30 Uhr am Südufer des Chicago River und schon um 7:10 hatte das Schiff die maximal vorgesehene Passagierzahl aufgenommen. Das Schiff war mit den 2751 Personen voll besetzt und viele standen dicht gedrängt auf dem offenen Oberdeck, als kurz darauf das Schiff langsam nach Backbord, vom Kai weg zu krängen anfing. Die Besatzung begann deshalb damit, die Ballasttanks zu füllen, um den Schwerpunkt des Schiffes nach unten zu verlagern und es so zu stabilisieren. Die Bemühungen zeigten jedoch keinen Effekt auf die Schiffslage.
Die Situation geriet schließlich endgültig außer Kontrolle, als ein Kanu-Rennen das Schiff an Backbord passierte und viele der Passagiere an die Reling dieser Seite liefen, um das Schauspiel zu beobachten. Das ohnehin in diese Richtung geneigte Schiff ruckte einmal kräftig nach Backbord und kenterte. Zahlreiche Passagiere und Besatzungsmitglieder hielten sich zu diesem Zeitpunkt bereits unter Deck auf und wurden im Schiff eingeschlossen. Obwohl der Kai nur etwas mehr als 6 Meter entfernt, und schnelle Hilfe vor Ort war, starben 841 Passagiere und 4 Besatzungsmitglieder, darunter eine große Anzahl von Kindern.
Viele der Opfer und Passagiere der Eastland waren tschechischstämmige Amerikaner, die eine eigene große Gemeinde in Cicero unterhielten. Das einzige heute noch erhaltene Bild ihrer Kirche zeigt denn auch die Trauerfeier für 29 ihrer Gemeindemitglieder, die bei dem Eastland-Unglück gestorben waren. Ihre letzte Ruhestätte fanden viele der Opfer auf dem Bohemian National Cemetery in Chicago.

## Weitere Verwendung

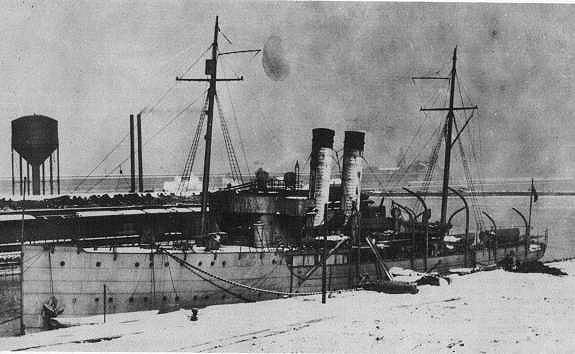
Die Wilmette 1918

Das Schiff wurde noch im Oktober 1915 gehoben und versteigert. 1917/18 wurde es zu einem Kanonenboot umgebaut und am 20. September 1918 von der US Navy unter dem Namen Wilmette (IX-29) in Dienst gestellt. In dieser Form diente sie als Trainingsschiff bis zum Ende des Zweiten Weltkriegs auf den großen Seen. Am 28. November 1945 wurde sie außer Dienst gestellt, am 19. Dezember 1945 aus der Schiffsliste gestrichen und am 31. Oktober 1946 zum Abbruch an die Hyman Michaels Company in Chicago verkauft. Die Verschrottung war 1947 beendet.